# Copelatus propino
Copelatus propino är en skalbaggsart som beskrevs av Guignot 1960. Copelatus propino ingår i släktet Copelatus och familjen dykare. Inga underarter finns listade i Catalogue of Life.